# Roncal (formatge)
El roncal o formatge d'Erronkari (Erronkariko gazta en èuscar) és un formatge navarrès, artesanal, de pasta dura a base de llet d'ovella i amb un 50% de matèria grassa en l'extracte sec. és un formatge curat.

## Origen
Es produeix al nord-est de Navarra i, segons les disposicions legals, tan sols és permesa l'elaboració d'aquest formatge a set pobles de la vall de Roncal (Erronkaribar): Uztarroze, Izaba, Urzainki, Erronkari, Garde, Bidankoze i Burgi. En aquesta zona, la cria de bestiar i la producció de formatge es remunten al segle xiii. El roncal està estretament relacionat amb la transhumància dels pastors fora de la susdita vall cap al sud de Navarra (les Bardenas Reales), on els ramats passaven l'hivern i a l'estiu tornaven a les altes pastures dels Pirineus. El 1981, aquest formatge va ésser el primer a obtindre la Denominació d'Origen Protegida.

## Elaboració
Es prepara amb llet d'ovella de la raça latxa, una varietat que no produeix gaire llet però, gràcies a una alimentació de la millor qualitat, té un alt contingut en greixos i és molt aromàtica.
La formatgeria central del Roncal i petites empreses familiars elaboren aquest formatge seguint el procés de fabricació dels formatges de muntanya entre els mesos de desembre i juliol (temporada de parts de les ovelles). Un cop salat, madura durant quatre mesos en coves orientades al nord per a aprofitar l'aire fresc i humit de les muntanyes.

## Característiques
Té forma d'una barra cilíndrica i pesa entre 1 i 3,5 kg. La seua escorça és gruixuda i de color entre groc i marró en la major part dels casos. La pasta no té forats, és entre blanca i ivori, i la seua consistència és compacta, dura i porosa. El seu sabor és fort, lleugerament picant i mantegós, i desprèn olor de farratge sec, fruita seca i bolets. El roncal té la mateixa mida i forma que el idiazabal.

## Ús gastronòmic
El roncal és emprat, com a tapa, per a farcir, entre altres ingredients, pebrots del piquillo (prèviament rostits i pelats a mà). Combina molt bé amb els vins negres madurs navarresos.

## Observacions
Fou el primer formatge a rebre la Denominació d'origen protegida l'any 1981 i, a més, està emparat per la marca Reyno Gourmet (segell de referència dels productes agroalimentaris amb certificació de qualitat de Navarra).